# Igor Aquino da Silva
Igor Aquino da Silva, noto anche con lo pseudonimo di Igor (Barbalha, 1º maggio 1993), è un calciatore brasiliano, difensore dello Sport Recife.

## Caratteristiche tecniche
È un terzino sinistro.

## Carriera
Il 23 gennaio 2017 si è trasferito al Paraná, squadra con cui ha esordito in Série A il 14 maggio 2018 disputando l'incontro perso 3-1 contro il Santos.

## Palmarès

### Club

#### Competizioni statali
- Campeonato Cearense Série C: 1

Iguatu: 2012
- Campionato Alagoano: 1

CRB: 2020
- Campionato Goiano: 2

Atl. Goianiense: 2020, 2021
- Campionato Mato-Grossense: 1

Cuiabá: 2022
- Campionato Pernambucano: 1

Sport Recife: 2023